# جوليانو رانغيل
جوليانو رانغيل هو لاعب كرة قدم برازيلي في مركز الدفاع، ولد في 4 أبريل 1982 في Alfredo Chaves ‏ في البرازيل. لعب مع ديبورتيفو بيتابا ونادي أولاريا أتلتيكو ونادي فلومينينسي.